# Cărăbuș '68
Cărăbuș '68 (uneori numită doar Cărăbuș) a fost o formație românească de muzică rock, înființată în 1968 la București ca orchestră a Teatrului „Constantin Tănase”. Numele grupului îl omagiază pe acela al celebrei trupe de teatru conduse de actorul Constantin Tănase în perioada interbelică.

## Activitate
Repertoriul formației cuprindea majoritar preluări ale unor piese de muzicieni străini, precum Cream, Jimi Hendrix. Componența formației a fost decisă în întregime de către poliinstrumentistul Cornel „Muzicuță” Ionescu. Au făcut parte din Cărăbuș '68: Ionescu (chitară bas, lider), Emilia Cîrstoiu (voce), Dan Andrei Aldea (chitară), Villy Palaghioiu (orgă electronică), Petre Iordache (saxofon), Puiu Pavel Brec (baterie).
Proiectul nu a rezistat mai departe de anul 1969, iar membrii și-au continuat cariera alături de alte formații. Ionescu și Aldea au migrat la Sfinx. Primul nu a rămas decât câteva luni de zile, mai apoi făcând parte din ultima componență a formației Coral (până în 1971), în vreme ce revenirea lui Aldea în Sfinx (unde mai fusese membru pentru scurt timp, în 1968) avea să fie decisivă pentru istoria respectivei formații.